# Операция К (советская)
Операция «К» — кодовое название серии высотных ядерных взрывов, проведённых в Советском Союзе в районе полигона Сары-Шаган (Казахстан) в период с 27 октября 1961 года по 11 ноября 1962 года. Операция была выполнена под научным руководством академика А. Н. Щукина, в неё были вовлечены около 50 организаций Министерства обороны, военно-промышленных министерств и Академии наук СССР. Общее руководство подготовкой и проведением исследований, а также обобщением их результатов осуществляли А. В. Герасимов, Н. П. Егоров, К. Н. Трусов и Г. А. Цырков, научное руководство исследованиями физических процессов и поражающего действия высотных ядерных взрывов — П. В. Кевлишвили, Ю. А. Романов и С. В. Форстен.
Не существует официальных опубликованных данных непосредственно о местах проведения высотных взрывов. В зарубежных и в некоторых российских публикациях часто указывается полигон Министерства обороны Российской Федерации Сары-Шаган; он продолжает оставаться действующим, и, возможно, поэтому данные по местам проведения высотных взрывов до сих пор являются засекреченными. Известно, что всего было проведено 5 ядерных взрывов, из которых четыре на низкой околоземной орбите (в космосе), и один в атмосфере на большой высоте. Основной целью операции было изучение поражающих факторов высотного ядерного взрыва и других явлений, сопровождающих его. Операция проводилась и в интересах войск ПРО. Она была разделена в два этапа: («К-1», «К-2») — осень 1961 года, («К-3», «К-4» и «К5») — осень 1962 года. Во всех испытаниях ядерный заряд доставлялся баллистической ракетой Р-12 с отделяемой ГЧ (головной частью), ракеты запускались с полигона Капустин Яр. Энерговыделение взрывов составляло от 1,2 кт до 300 кт. Высота подрывов зарядов составляла 59 км, 150 км и 300 км. Взрыв выполнялся на нисходящем участке траектории при достижении заданной высоты. Все взрывы были проведены в дневное время суток для уменьшения отрицательного воздействия вспышки взрыва на сетчатку глаза людей.

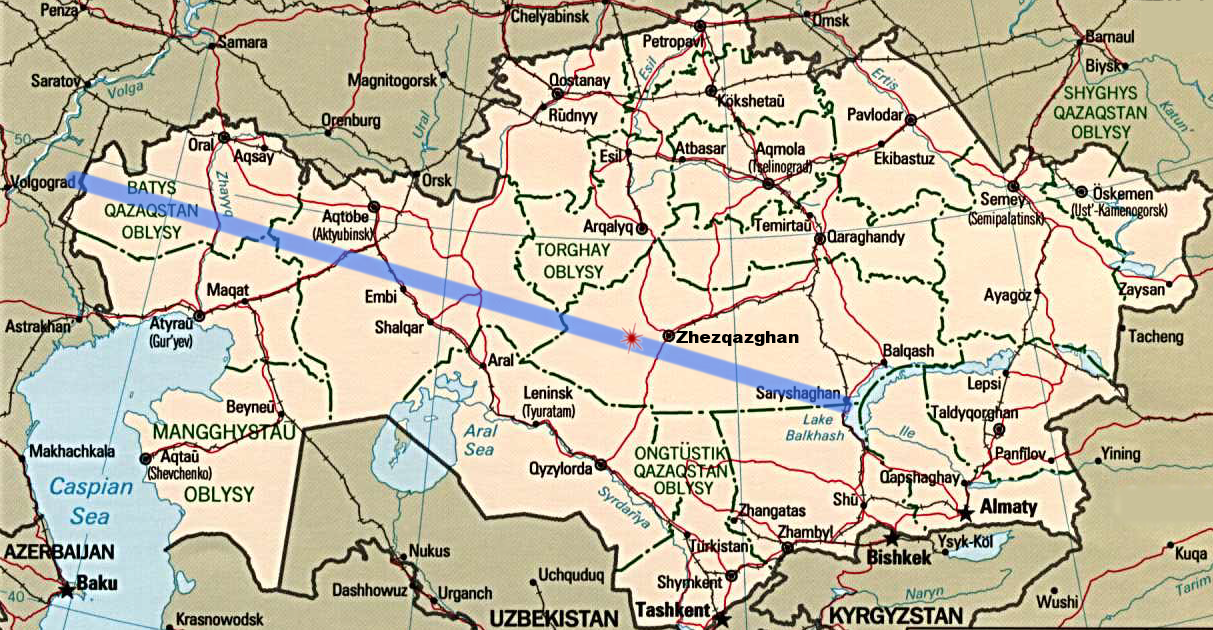
Карта показывает траекторию полётов (в виде синей полосы) ракет Р-12 с ядерными зарядами во время операции «К». Ракеты запускались с полигона Капустин Яр, взрывы происходили в районе полигона Сары-шаган (озеро Балхаш). Красная звёздочка в центре карты — место проведения «К-3» (район города Жезказган)

## Подготовка к испытаниям
При каждом пуске ракеты с ядерным зарядом на неё устанавливался приборный контейнер формы двояковыпуклой линзы с внешним диаметром 52,5 см и толщиной (в центре) 21,5 см с измерительной аппаратурой внутри. Контейнер изготавливался из стали и имел термостойкое асботекстолитовое покрытие, масса контейнера в снаряжённом состоянии составляла около 130 кг. В операциях «К-1» и «К-2» контейнер в момент ядерного взрыва находился на расстоянии 400 м от центра взрыва. В состав аппаратуры контейнеров входили измерители инерционной перегрузки во времени и её максимального значения, измерители импульса нагрузки, индикаторы проникающей радиации, а также (в операциях «К-3», «К-4» и «К-5», где мощность взрыва была больше) измерители импульса давления, действующего на контейнер при его облучении рентгеновским излучением ядерного взрыва. После взрыва приборные контейнеры свободно падали на землю; их поиск выполнялся по наведённой гамма-активности с борта вертолётов, оснащённых геологопоисковыми гамма-радиометрами.
Для замеров гамма-излучения, бета-электронов и потока нейтронов применялись оборудованные вышеописанными приборными контейнерами контрольные ракеты Р-12 (того же типа, что и боевые), запускавшиеся с определённым опозданием по траектории ракеты с ядерным зарядом. В операциях «К-1» и «К-2» применялись по одной контрольной ракете, которые запускались через 150 секунд после старта боевой ракеты, а в операциях «К-3», «К-4» и «К-5» — по две ракеты (через 50 и 350 секунд). Кроме того, контрольные ракеты использовались в качестве радиолокационных целей для исследования функционирования РЛС в районе высотного ядерного взрыва. Подрывы ядерных зарядов происходили примерно через 11 минут после старта боевых ракет.
В операциях «К-2» и «К-3» (взрывы на высоте около 300 км) для регистрации параметров высотной атмосферы использовалось также по одной геофизической ракете, созданной на базе баллистической ракеты Р-5. В каждой операции геофизическая ракета запускалась со стартовой площадки в районе эпицентра взрыва вертикально на высоту около 500 км с таким расчетом, чтобы в момент ядерного взрыва она находилась в верхней точке своей траектории. На восходящем участке траектории измерялись параметры невозмущённой атмосферы, на нисходящем — возмущённой.
Кроме того, в операциях «К-3» и «К-4» использовались по 4 метеорологические ракеты МР-12, которые были оборудованы средствами регистрации характеристик рентгеновского излучения, нейтронного потока и электронных концентраций (зондами Ленгмюра). Метеоракеты запускались так, чтобы в момент ядерного взрыва они находились в верхней точке траектории (130—140 км).
В каждой серии взрывов была задействована обширная сеть наземных наблюдательных пунктов. Для съёмки с разных направлений процессов, протекающих в момент ядерного взрыва, применялись скоростные кинокамеры с частотой съёмки от десятка[прояснить] до миллиона кадров в секунду, а также скоростные спектрографы. Съёмочная аппаратура монтировалась на специальных подвижных платформах на базе шасси прожекторов ПВО. Платформы управлялись системой поиска радиолокатора, что позволяло автоматически наводить камеры на головную часть ракеты. Использовалось 10 таких платформ. При съёмке использовались камеры с длиннофокусными объективами, это объяснялось большим удалением взрывов от камер. Также изучалось воздействие взрыва на сетчатку глаза. Оптические наблюдения осуществлялись с двух направлений.
Более 20 радиолокационных станций в различных направлениях применялись для наблюдения за областью взрыва, а для замеров параметров искусственных радиационных поясов в 1961 году были запущены спутники «Космос-3», «Космос-5» и «Космос-7». Из за неблагоприятных погодных условий (облачной погоды) оптические наблюдения оказались весьма скромными. Наиболее удачные условия для наблюдения за взрывом оказались в операции «К-5».

## Испытания
- «К-1» — состоялась 27 октября 1961 года, баллистическая ракета Р-12 доставила 1,2 кт ядерный заряд на высоту 150 км[2]. Это был первый космический ядерный взрыв в СССР. Впервые удалось получить экспериментальные данные о влиянии высотных ядерных взрывов на отражение и поглощение сигналов РЛС и радиосвязь. Испытание позволило выработать методы обнаружения высотных маломощных ядерных взрывов на расстояниях до нескольких тысяч километров.

- «К-2» — была проведена в один день с «К-1» (27 октября 1961 года), 1,2 кт ядерный заряд был доставлен на высоту уже 300 км[2].

Из воспоминаний участника авиационного обеспечения Л. М. Мезелева:

«27 октября 1961 г., находясь на аэродроме, мы стали свидетелями проведения высотного ядерного испытания. Почти над нашей головой высоко в небе произошла небольшая кратковременная вспышка, которая озарила близлежащее окружающее пространство. Ни ударной волны, ни даже каких-либо звуковых эффектов мы не ощутили».— http://vpk-news.ru/articles/4473
- «К-3» — состоялась 22 октября 1962 года, 300 кт ядерный взрыв произошёл на высоте 290 км (планировалось 300 км) в 180 км западнее города Джезказган[2], над точкой с координатами 47°46′48″ с. ш. 65°19′44″ в. д.HGЯO[3]. Радиус воздействия ЭМИ составил более 1900 км, покрыв большую часть Казахстана, также под её воздействие попал космодром Байконур (данные о последствиях воздействия ЭМИ на космодром не публиковались).

- «К-4» — была проведена 28 октября 1962 года, высота взрыва — 150 км, как и планировалось, энерговыделение — 300 кт[2].

- «К-5» — была осуществлена 1 ноября 1962 года, это был высотный ядерный взрыв, проведённый на высоте 59 км (планировалось 60 км). Энерговыделение — 300 кт[2]. Это был последний высотный ядерный взрыв из серии.

Вспоминает Б. Е. Черток об испытании «К-5», совпавшем по дате с пуском с Байконура АМС «Марс-1»:

«1 ноября 1962 г. был ясный холодный день, дул сильный северный ветер. На старте шла подготовка к вечернему пуску. Я забежал после обеда в домик, включил приёмник, убедился в его исправности по всем диапазонам. В 14 часов 10 минут (здесь и далее время московское. — Авт.) вышел на воздух из домика и стал ждать условного времени. В 14 часов 15 минут при ярком солнце на северо-востоке вспыхнуло второе солнце. Это был ядерный взрыв в стратосфере — испытание ядерного оружия под шифром К-5. Вспышка длилась доли секунды.
Взрыв ядерного заряда ракеты Р-12 на высоте 60 километров проводился для проверки возможности прекращения всех видов радиосвязи. По карте до места взрыва было километров 500. Вернувшись быстро к приёмнику, я убедился в эффективности ядерного эксперимента. На всех диапазонах стояла полнейшая тишина. Связь восстановилась только через час с небольшим. Пуск по Марсу состоялся в 19 часов 14 мин».
— http://aralsk-6.narod.ru/Pro_R-5.htm
| №     | Дата            | Место                       | Высота взрыва | Мощность в килотоннах | Примечания                    |
| ----- | --------------- | --------------------------- | ------------- | --------------------- | ----------------------------- |
| «К-1» | 27 октября 1961 | Сары-Шаган                  | 150 км        | 1,2 кт                |                               |
| «К-2» | 27 октября 1961 | Сары-Шаган                  | 300 км        | 1,2 кт                |                               |
| «К-3» | 22 октября 1962 | 180 км западнее Джезказгана | 290 км        | 300 кт                | Наибольшее воздействие от ЭМИ |
| «К-4» | 28 октября 1962 | Сары-Шаган                  | 150 км        | 300 кт                |                               |
| «К-5» | 1 ноября 1962   | Сары-Шаган                  | 59 км         | 300 кт                |                               |

## Результаты
Официальных данных по результатам воздействия этих взрывов на окружающую среду и инфраструктуру Казахстана не существует. Электромагнитный импульс (ЭМИ) ядерного взрыва явился основным поражающим фактором во время испытания «К-3», 22 октября 1962 года. Его воздействие стало причиной помех в радиолокаторах системы ПВО на расстоянии около 1000 км. Подземный силовой кабель протяжённостью 1000 км, проходивший на глубине около 1 м и соединявший Целиноград и Алма-Ату, был выведен из строя. В наземных силовых ЛЭП отмечены пробои керамических изоляторов, вызвавшие короткие замыкания; на некоторых участках изоляторы были настолько повреждены, что провода упали на землю. Также электромагнитный импульс стал причиной возникновения пожаров из-за коротких замыканий в электроприборах. Один из пожаров возник на Карагандинской ТЭЦ-3[уточнить], которая соединялась с подземным силовым кабелем. Была выведена из строя 570-километровая телефонная линия, проходящая над землёй. В последнем случае анализ показал наличие короткого (ок. 15 мкс) импульса тока от 1500 до 3400 ампер, вызванного быстрой, так называемой E1-компонентой ЭМИ, обусловленной синхротронным (магнитно-тормозным) излучением электронов, движущихся от места взрыва в геомагнитном поле, а также длинного (более 20 с) импульса тока в 4 ампера, индуцированного медленной E3-компонентой ЭМИ, которая вызывается магнитогидродинамическим взаимодействием возмущённой области атмосферы с геомагнитным полем. Детекторы в Карагандинской области зафиксировали скорость изменения индукции геомагнитного поля 1300 нТ/мин в течение 20 с после взрыва (E3-компонента ЭМИ); для сравнения, во время «Квебекского события» (геомагнитной бури 13—14 марта 1989 года) изменение геомагнитного поля со скоростью 480 нТ/мин в течение 92 секунд отключило всю энергосистему Квебека.